# Josef Miloslav Kořínek
Josef Miloslav Kořínek (10. ledna 1899 Nové Město na Moravě – 24. srpna 1945 Bratislava) byl český slavista a profesor srovnávací jazykovědy.

## Život
Pokřtěn byl Josef František Serafin Kořínek. Narodil se v rodině učitele tělocviku na reálce v Novém Městě na Moravě Josefa Kořínka (1864 nebo 1865–1902) a jeho manželky Julie, rozené Hrazděrové. Jeho babička z matčiny strany pocházela ze Slovenska Jeho otec zemřel v roce 1902, když byly Josefu Miloslavu Kořínkovi tři roky.
Byl docentem srovnávacího jazykozpytu indoevropského na Universitě Komenského v Bratislavě. 

## Dílo

### Publikace
- Úvod do jazyka slovenského, 1927
- K č. lid. útvarům se suffixálním -nd-, 1930
- Studie z oblasti onomatopoje – Příspěvek k otázce indoevropského ablautu, 1934
- Bibliografie československých prací linguistických a filologických za rok 1932. Část I, Linguistika obecná, indoevropská, slovanská a česká, 1934
- K takzvanému thráckému nápisu na prstenu ezerovském, 1935
- O výrazech se základem pěš, pěch-„pedester“ (slov. pešípechota, pechúr atd.), 1936
- Úvod do jazykospytu. Část 1, 1948
- Od indoeuropského prajazyka k praslovančine, 1948
- Úvod do fonologie, Praha : Academia, 2000, ISBN 80-200-0230-8, spolu s Adolfem Erhartem,